# The Mystery of the Double Cross
The Mystery of the Double Cross é um seriado estadunidense de 1917, em 15 capítulos, no gênero ação e drama, produzido pela Astra Film Corporation, foi distribuído pela Pathé Exchange e dirigido por Louis J. Gasnier e William Parke. Seu roteiro segue o romance homônimo escrito por Gilson Willets, e estreou em 18 de março de 1917.
Este seriado é um dos poucos da era do cinema mudo a sobreviver com os capítulos intactos.

## Sinopse
Peter Hale (Leon Bary) ) está retornando aos Estados Unidos, vindo do exterior em um navio a vapor para receber a sua herança. A bordo, ele recebe um telegrama avisando-o para ter cuidado com a “dupla cruz”. Ele não sabe o que isso significa, até que se apaixona por uma misteriosa mulher, ocupante da cabine nº 7. Quando um submarino é avistado, há pânico a bordo, e Peter e a mulher misteriosa são lançados juntos e, na ação que se segue, ele vê um símbolo de “dupla cruz” no braço direito dela, logo abaixo do ombro. Quando o navio chega em Nova York, Peter perde a mulher de vista.
Os pais de Peter lhe escrevem, e estipularam que ele se casará com uma mulher “perfeita na mente e no corpo”, que foi selecionada para ele. Ela irá se revelar quando chegar a hora, e ele vai reconhecê-la pelo sinal de “dupla cruz” em seu braço. Quem se casar com ela herdará a fortuna dos Hale.
Refletindo sobre isso em seu quarto de hotel, Peter ouve Bridgely Bentley (Ralph Stuart), um gangster e pirata social, revelar um plano para que Herbert Brewster se desfaça de sua valiosa terra, pois Brewster desconhece que nela existem importantes reservas de petróleo. Peter conhece Brewster, que era amigo de seu pai. Peter se apressa e obtém uma opção sobre a propriedade, mantendo Bridgely longe e assim ganhando sua inimizade.
Mas Peter também supõe que a filha de Brewster, Phillipa, é a mulher que ele conheceu a bordo do navio, e começa a namorá-la, mas fica confuso pela forma com que ela aceita o seu namoro e no minuto seguinte o rejeita, alegando que eles nunca se encontraram. Quando ele tenta confrontá-la, um estranho mascarado intervém, dizendo que ele deve ser fiel à garota da “dupla cruz”. Bentley encontra a carta original enviada para Peter e supõe que, se ele se casar com a garota da dupla cruz, a fortuna de Hale será sua.
O restante do seriado apresenta variações sobre esses conflitos. Ao invés dos tradicionais cliffhangers – as armadilhas de morte são geralmente frustradas no decurso de cada episódio – ao final dos capítulos há um ar de mistério ou de tensão sobre o que exatamente está acontecendo.

## Capítulos
1. The Lady in Number 7
2. The Masked Stranger
3. An Hour to Live
4. Kidnapped
5. The Life Current
6. The Dead Come Back
7. Into Thin Air
8. The Stranger Disposes
9. When Jailbirds Fly
10. The Hole-n-the-Wall
11. Love's Sacrifice
12. The Riddle of the Cross
13. The Face of the Stranger
14. The Hidden Brand
15. The Double Cross

## Elenco
- Mollie King … Philippa Brewster
- Léon Bary … Peter Hale
- Ralph Stuart … Bridgey Bentley
- Gladden James … Dick Annersley
- Theodore Friebus … Jack Dunn
- Robert Brower … Herbert Brewster
- Harry L. Fraser
- Helene Chadwick
- Clarine Seymour